# Andrej Štritof
Andrej Štritof je filmski in televizijski producent. Rojen je leta 1959 v Ljubljani. Kot filmski producent in direktor filma je deloval pri številnih celovečernih in dokumentarnih filmih ter televizijskih serijah doma in v tujini. Leta 1996 je ustanovil produkcijsko hišo Perfo. Od leta 2013 je član Evropske filmske akademije, od leta 2019 pa predsednik Društva avdiovizualnih producentov Slovenije.